# Ernst von Born
Ernst Viktor Lorentz von Born, född 24 augusti 1885 på Sarvlax i Pernå, död 7 juli 1956 i Lovisa var en finländsk friherre, jurist, godsägare och politiker.
Ernst von Born var son till Viktor Magnus von Born och Hulda Augusta, född Berndtson. Han avlade rättsexamen 1909 och verkade som praktiserande jurist till 1913. Samma år var han politieborgmästare i Helsingfors och dömdes på denna post för brott mot den så kallade likställighetslagen och satt 1915 tre månader i Krestyfängelset i Petrograd. Han övertog följande år fädernegodset Sarvlax i Pernå, där han var ordförande i kommunalfullmäktige och kommunalstämman 1918–45.
Inom den finska rikspolitiken väckte von Borns rakryggade uppträdande respekt även bland politiska motståndare. Han var riksdagsman 1919–54 och i flera repriser medlem av Finlands regering. Som inrikesminister under de oroliga åren 1931–32 upprätthöll han med kraft den lagliga ordningen mot Lapporörelsen. Under fortsättningskriget anslöt han sig till fredslinjen. Under 1944 var han justitieminister. Men när statsminister Antti Hackzell drabbades av slaganfall under fredsförhandlingarna i Moskva i september fick von Born, som var äldst i regeringen, hoppa in som tillförordnad statsminister under två dramatiska veckor då han alltså fick huvudansvaret för dessa fredsförhandlingar. Det sista han gjorde i sin roll som justitieminister var att ge amnesti till 700 personer som dömts eller fängslats för landsförräderi.
Ernst von Born framstod också som en försvarare av den svenska kulturen i mellankrigstidens Finland. 1932–35 var han ordförande i Svenska folkpartiets riksdagsgrupp och 1934–45 och 1955–56 partiets ordförande. Han utgav även många skrifter med inlägg i debatten om språkfrågan och informativa memoarer. Hans änka skådespelerskan Alix von Born (1895–1976) testamenterade Storsarvlax egendom till Svenska kulturfonden.